# Iskra (Elektrotechnik)
Iskra (slowenisch für Funke) war ein großes jugoslawisches Unternehmen der Elektroindustrie. Die Unternehmensform war SOUR. Die durch Privatisierung nach der Unabhängigkeitserklärung Sloweniens von Jugoslawien in den 1990er Jahren entstandenen slowenischen Nachfolgeunternehmen sind Aktiengesellschaften.

## Unternehmen

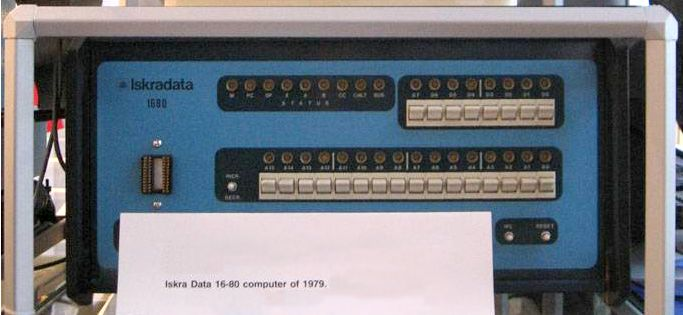
Iskradata 1680 (Computer, 1979)

Das Unternehmen wurde 1946 gegründet. Die Zahl der Beschäftigten stieg von anfangs 800 auf mehr als 35.000 (Stand: 1987) an. Iskra war somit eines der größten jugoslawischen Industrieunternehmen und eines der exportstärksten Unternehmen des Landes. In den 1980er Jahren wurden rund 30 % der Produktion in insgesamt 78 Staaten exportiert. In Deutschland war das Unternehmen vor allem mit Stromzählern, in Österreich zusätzlich auch mit Telefonen präsent.
Sitz des Unternehmens war offiziell Ljubljana, das größte Iskra-Werk gab es in Kranj. Weitere Fabrikstandorte waren unter anderem in Idrija, Vrhnika, Sežana, Nova Gorica, Semič und Horjul.
Hergestellt wurden verschiedenste elektrische Geräte und Anlagen, unter anderem Elektromotoren, Anlasser und Lichtmaschinen, Stromzähler, elektronische Bauteile wie Kondensatoren und Röhren, Elektrowerkzeuge, Telefonanlagen, Telefone und Computer und Fernsehgeräte sowie Solarzellen im Labormaßstab. In den 1960er Jahren hat Iskra auch Radiogeräte produziert.

## Verwicklung in PCB-Umweltskandal
Zum Iskra-Konzern gehörte auch der Geschäftsbereich Kondensatoren mit Produktionsstandort in Semič (Region Bela krajina/Weißkrain) im Süden Sloweniens. Dieser Betrieb hatte zu Hochzeiten etwa 2000 Mitarbeiter. Im Jahre 1984 wurde aufgedeckt, dass der Fluss Krupa durch unsachgemäß gelagerte Abfälle der Firma Iskra Kondenzatorji aus Semič mit polychlorierten Biphenylen (PCB) verseucht worden ist.
Die Verschmutzung wurde zufällig von Wissenschaftlern des Gesundheitsamtes in Maribor und später auch in Ljubljana entdeckt, als man die Quelle der Krupa auf ihre Verwendung zur Trinkwassergewinnung für die Bela krajina untersuchte. Besonders problematisch ist die Tatsache, dass es sich hier um eine Karstlandschaft handelt. Noch heute ist die Belastung durch PCB hoch und kann in Bodenproben, Fischen, im Wasser, in Haustieren usw. nachgewiesen werden. Die Kontamination mit PCB zählt als einer der größten Umweltskandale im damaligen Jugoslawien und war einer der Hauptgründe zur Bildung der Grünen Partei und dem Entstehen einer Zivilgesellschaft im sozialistischen Slowenien.

### Unternehmensgeschichte am Standort Semič
Das ursprüngliche Unternehmen wurde als “Tovarna kondenzatorjev Semič” (Kondensatorenfabrik Semič) im Jahre 1951 vom Laibacher „Institut za elektroveze“ gegründet. Die Produktion umfasste zunächst Metallpapier-, Folien- und Leistungskondensatoren für die Deckung des einheimischen Bedarfs. Im ersten Jahr wurden ca. 40.000 Kondensatoren hergestellt. Die Fabrik in Semič wurde nach einer Neuausrichtung des Institutes an den Bereich Telekommunikation angeschlossen. Das Institut selber wurde später in „IEV Industrija za elektroveze“ umbenannt. Im Jahre 1961 entstand das Unternehmen ISKRA Kranj, an den der Betrieb in Semič angeschlossen wurde. Im Jahre 1989 wurde es in “ISKRA Industrija Kondenzatorjev in opreme Semič” umbenannt. Die Beschäftigtenzahl bewegte sich zwischen den Jahren 1992 und 1996 zwischen 1441 und 1340 Mitarbeitern. Im Jahre 1996 wurde es in eine Aktiengesellschaft umgewandelt. Zu Beginn des Jahres 2001 bekam dieses Unternehmen einen neuen Mehrheitseigentümer (mit 59,46 % Aktienanteil), nämlich die AEG Kondensatoren und Wandler GmbH. Damals arbeiteten etwa 1105 Personen im Betrieb.
Das Unternehmen wurde im Jahre 2010 von der Firma Iskra MIS, die im Jahre 2005 entstand, aufgekauft. Mittlerweile gehört Iskra MIS zur Iskra sistemi d.d., Ljubljana. Zur Iskra MIS gehört das Tochterunternehmen “Iskra Turizem”, welches unter anderem das Skizentrum Gače in der Bela krajina betreibt und den Campingplatz Primostek.

## Design

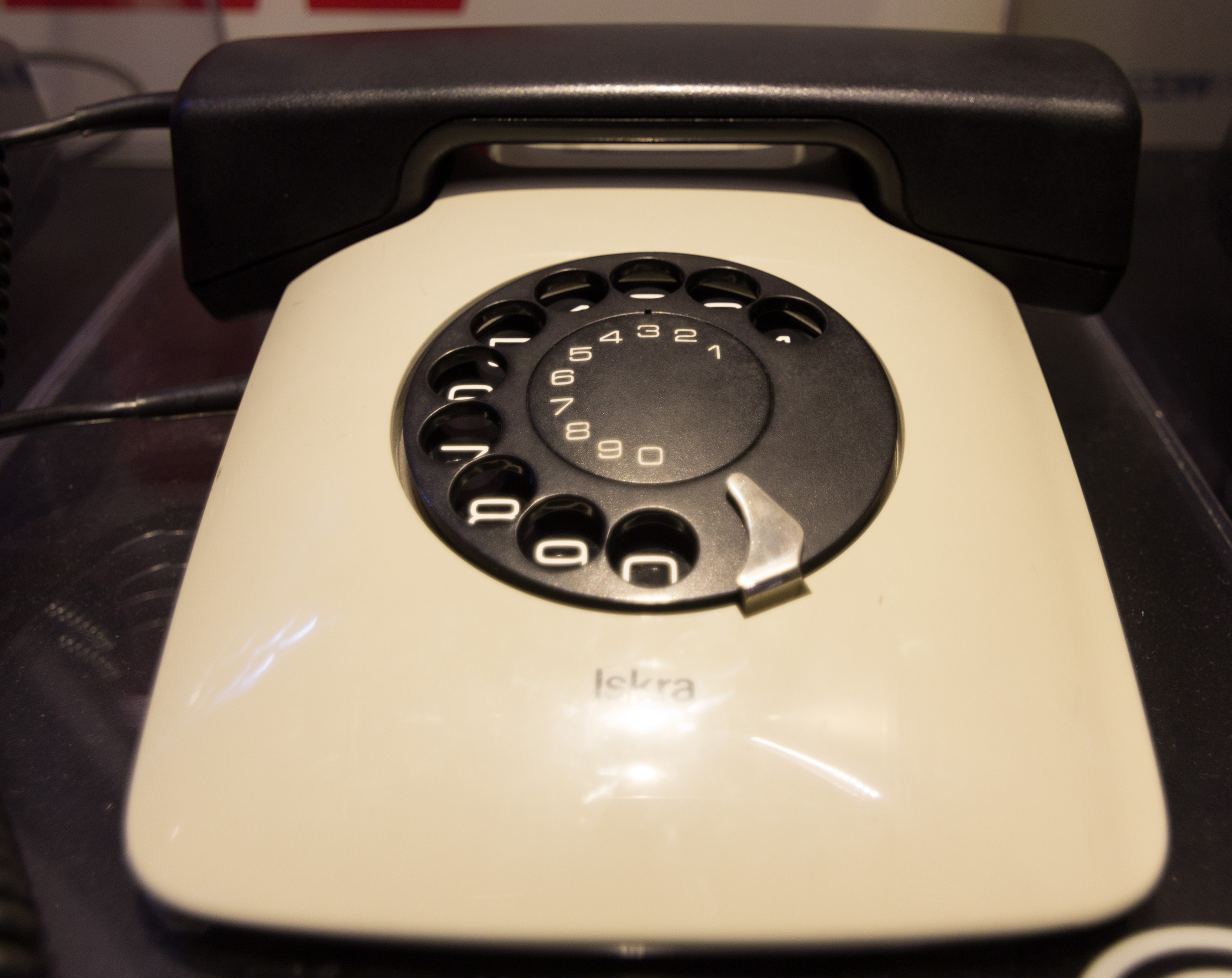
Iskra ETA mit Wählscheibe

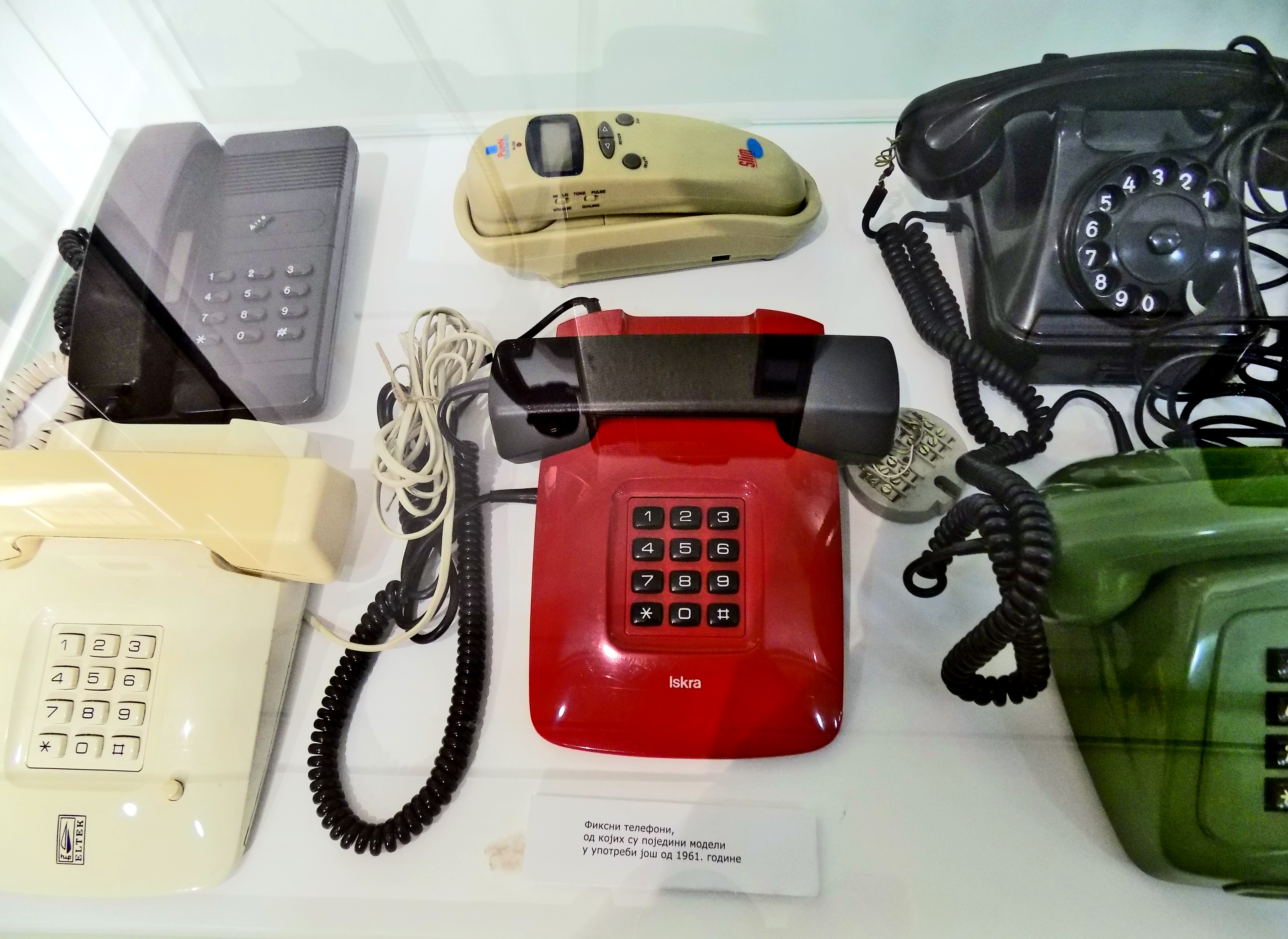
Iskra ETA mit Tasten (Bildmitte, rot)

Davorin Savnik war Chef des Büro für Industriedesign von Iskra in Kranj. Sein 1979 entworfenes Telefon Iskra ETA hat in den 1980er Jahren zahlreiche Designpreise gewonnen (u. a. iF Design Award (Hannover)). Zwei US-amerikanische und ein südkoreanisches Unternehmen, die ein Plagiat dieses Telefons hergestellt hatten, wurden 1985 und 1986 mit dem Plagiarius ausgezeichnet.
Weitere Iskra-Produkte, die von namhaften Designern entworfen wurden, waren die elektrischen Bohrmaschinen von Albert Kastelec (späte 1960er Jahre) und das Multimeter Iskra Digimer I von Marijan Gnamuš (1971).

## Privatisierung
Nach der Unabhängigkeit Sloweniens wurde das Unternehmen in den 1990er Jahren privatisiert und in mehrere Aktiengesellschaften aufgespalten (unter anderem Iskra d. d., Iskraemeco, Iskra Avtoelektrika und Iskratel).